# Листове штампування
Листове́ штампува́ння — спосіб виготовлення тиском у штампі плоских і об'ємних деталей з листового матеріалу, стрічки або штаби.

Матеріалом для листового штампування служать маловуглецеві сталі, пластичні леговані сталі, мідь, алюміній, титан і стопи на їх основі. Листовим штампуванням виготовляють шайби, втулки, посуд, ковпаки, гільзи, баки, облицювання автомобілів, автобусів, літаків, ракет, кораблів тощо.

## Технічні можливості
Холодне листове штампування дозволяє:
- Отримати деталі складної форми
- Отримати міцні і жорсткі, але легкі за масою конструкції деталей при невеликій витраті матеріалу
- Отримати взаємозамінні деталі із високою точність розмірів та переважно не потребує подальшу механічну обробку;

## Операції листового штампування
По характеру деформацій поділяються на:
- Розділювальна операція — операція оброблення металу тиском, в результаті якої відбувається повне або часткове відокремлення однієї частини заготовки від іншої, до якої відносяться:
  - Розрізування — розділення заготовки на частини за незамкненим контуром зсуванням на спеціальних ножицях (гільйотинних) або в штампах.
  - Вирубування — повне відокремлення виробу від вихідної заготовки за замкненим контуром зсуванням.
  - Пробивання — утворення в заготовці отвору чи пазу зсуванням з вилученням частини металу у відходи.

- Формозмінювальна операція — операція оброблення металу тиском, в результаті якої змінюється форма заготовки пластичним деформуванням, яка включає:
  - Гнуття — утворення чи зміна кутів між частинами заготовки або надання їй криволінійної форми.
  - Витягування — утворення порожнистого виробу з плоскої чи порожнистої вихідної листової заготовки.
  - Обтискування в штампі — зменшення розмірів поперечного перетину частини порожнистої заготовки способом одночасної дії інструмента по всьому її периметру.
  - Відбортування — утворення борта по внутрішньому контуру заготовки чи виробу.
  - Рельєфне формування — утворення рельєфу в листовій заготовці в результаті місцевих розтягувань без зумовленої зміни товщини металу.

- Штампо-складальні операції, що використовуються для з'єднання кількох деталей в один вузол запресуванням, клепанням, закочуванням, гнуттям тощо.

## Економічна оцінка
Переваги листового штампування:
- висока точність розмірів і якість поверхні, що дозволяє відмовитися від подальшої механічної обробки виробів або звести її до мінімуму;
- висока продуктивність праці (до 4000 штук) й ощадлива витрата матеріалу;
- можливість просто механізувати й автоматизувати виготовлення штамповок;
- низька кваліфікація робітника.

Недоліки:
- висока вартість штампів.